# Serhij Kuczerenko (ur. 1961)
Serhij Petrowycz Kuczerenko (ukr. Сергій Петрович Кучеренко, ros. Сергей Петрович Кучеренко, Siergiej Pietrowicz Kuczerienko; ur. 22 sierpnia 1961 w Odessie) – ukraiński piłkarz, trener piłkarski.

## Kariera piłkarska

### Kariera klubowa
Wychowanek Czornomorca Odessa, w drużynie rezerw którego rozpoczął karierę piłkarską. W 1980 przeszedł do Nywy Podhajce. W 1982 został piłkarzem Zirki Kirowohrad. Następnie bronił barw klubów Siewier Murmańsk oraz Spartak Riazań, a potem powrócił do Zirki. Karierę piłkarską ukończył w Dynamie Odessa.

## Kariera trenerska
Po zakończeniu kariery piłkarskiej trenował w latach 1990–1998 amatorski zespół w obwodzie odeskim oraz sponsorował szkółkę piłkarską dla dzieci. Od 1998 trenował w DSSz Czornomoreć Odessa, a od 1999 DFK Czornomoreć Odessa. Latem 2004 został zaproszony do Podilla Chmielnicki, w którym pełnił funkcje skauta klubu. W styczniu 2005 objął stanowisko głównego trenera Podilla. W marcu 2007 przyjął propozycję prowadzenia Spartak Iwano-Frankiwsk. Od lata 2007 do września 2008 trenował Desnę Czernihów. Od 2009 pracuje w sztabie szkoleniowym uzbeckiego klubu Mash’al Muborak.